# Clair Tisseur
Pour les articles homonymes, voir Tisseur.
Clair Tisseur, né le 27 janvier 1827 à Lyon et mort le 30 septembre 1895 à Nyons, plus connu sous le pseudonyme de Nizier du Puitspelu, est un écrivain et architecte français.

## Biographie

### Vie de famille
Né à Lyon, rue Grenette, Clair Tisseur est le dernier frère d'une famille de 6 enfants.
Il est élu membre de la Société académique d'architecture de Lyon le 10 janvier 1857, et de l'Académie des sciences, belles-lettres et arts de Lyon le 12 juin 1886.
En 1879, il crée l'Académie du Gourguillon, qui lui survivra et donnera naissance, en 1920, à l'Académie des Pierres Plantées, « fille respectueuse, quoique non reconnue, de défunte l’Académie du Gourguillon ».
En 2000, le cinéaste lyonnais Philippe Roger a consacré un documentaire de 55 minutes sur son œuvre : Clair l'obscur.

## Réalisations en architecture
Il est l'architecte de plusieurs églises de la région et de la mairie du 2e arrondissement de Lyon.
- Église Saint-Clair de Brignais, édifiée en 1859-1862 à Brignais (Rhône),
- Église Saint-Jean de Chabeuil, édifiée en 1862 à Chabeuil (Drôme),
- Église Saint-Claude de Tassin, édifiée en 1866-1868 à Tassin-la-Demi-Lune[7] (Rhône),
- Église Saint-Martin d'Orliénas, édifiée à Orliénas (Rhône) (clocher de M. Malaval),
- Église Sainte-Blandine, édifiée en 1863-1869 à Lyon 2e arrondissement[8] (flèche réalisée ultérieurement par M. Malaval),
- Église du Bon-Pasteur, édifiée en 1875-1883 à Lyon,
- Église de Saint-Laurent-d'Agny (Rhône),
- Église de Saint-Ferréol à Saint-Ferréol-d'Auroure (Haute-Loire),
- plusieurs maisons dans la rue de la République à Lyon.

## Littérature
Passionné par Lyon, il a collaboré à de nombreux journaux et a notamment publié Vieilleries lyonnaises en 1879, le Très humble traité de phonétique lyonnaise en 1885, et le célèbre Littré de la Grand'Côte en 1894. Il s'agit d'un dictionnaire du parler lyonnais, riche d'anecdotes et d'expressions oubliées . On peut aussi citer :
- Joseph Pagnon, lettres et fragments
- Le Testament d'un Lyonnais au XVIIe siècle
- Marie Lucrèce ou le grand couvent de la Monnoie
- Lettres de Valère
- Benoît Poncet et sa part dans les grands travaux publics de Lyon
- Un Noël satirique en patois lyonnais (1882)[11]
- Des verbes dans notre bon patois lyonnais
- Les Oisivetés du sieur du Puitspelu, Lyonnais
- Sur quelques particularités curieuses du patois lyonnais
- Poésies de Jean Tisseur
- Vieilles choses et vieux mots lyonnais
- Les Histoires de Puitspelu, Lyonnais
- Fragments en patois du Lyonnais
- Pauca Paucis (1894)[12]
- Dictionnaire étymologique du patois lyonnais (1887)[13]
- Un conte en patois lyonnais du commencement du siècle
- Modestes observations sur l'art de versifier (1893)[14]
- Au hasard de la pensée
- Biographie d'Antoine Chenavard, architecte (Discours de réception à l'Académie de Lyon)
- Biographie de Morel de Voleine (sous le pseudonyme de Clément Durafor)